# Сельцы (Могилёвская область)
Се́льцы (бел. Се́льцы) — деревня в составе Калатичского сельсовета Глусского района Могилёвской области Республики Беларусь.

## Население
- 1999 год — 111 человек
- 2009 год — 72 человека